# SCARA

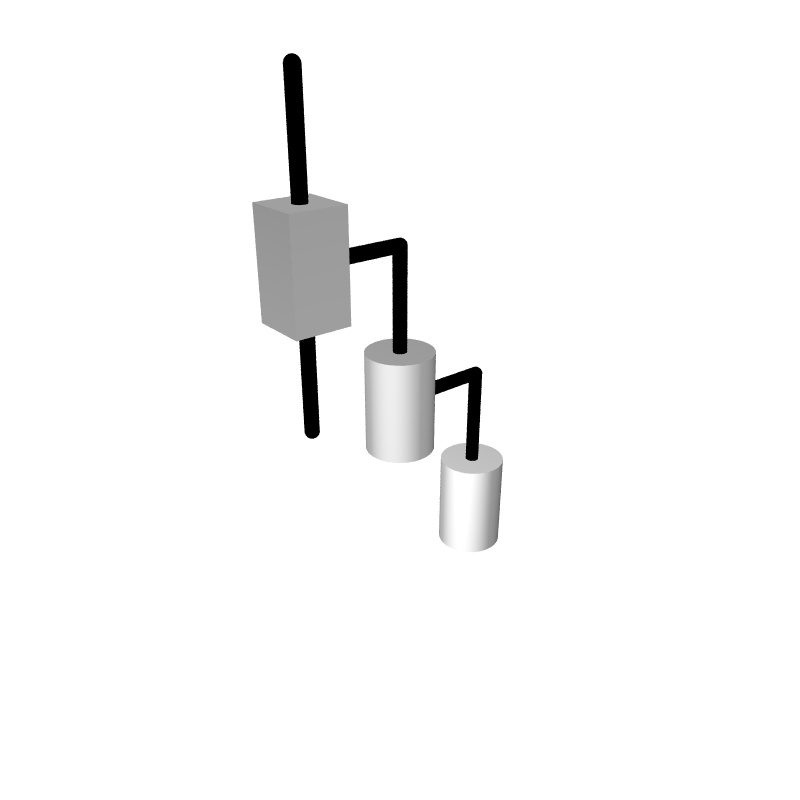
Diagrama cinemático de um robô SCARA

SCARA é uma sigla que, em inglês, corresponde a Selective Compliance Assembly Robot Arm; e significa, em português, Braço Robótico para Montagem de Conformidade Seletiva.

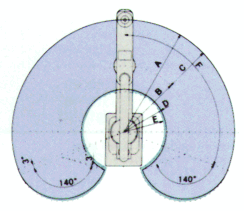
Área de trabalho de um robô SCARA

Em 1981, Sankyo Seiki, Pentel e NEC apresentaram um conceito completamente novo para robôs de montagem. O robô foi desenvolvido sob a orientação de Hiroshi Makino, um professor da Universidade de Yamanashi e foi chamado de Selective Compliance Assembly Robot Arm, ou SCARA. Seu braço era rígido no eixo Z (vertical) e movível nos eixos XY (horizontal), o que o permitia adaptar-se a buracos na horizontal.
Em virtude de seu layout de articulações paralelas, o braço SCARA é ligeiramente compliante nas direções X e Y, mas rígido na direção Z, daí o termo: "compliância seletiva". Isso é vantajoso em muitos tipos de operações de montagem, como por exemplo a inserção de um pino redondo em um buraco redondo.

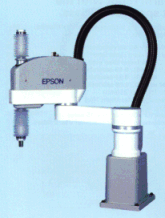
Um robô industrial da Epson com arquitetura SCARA

O segundo atributo do SCARA é o braço de dois links conectados por uma articulação,  resultando num layout semelhante ao braço humano. Isto permite que o braço se estenda para áreas confinadas e depois se "dobre" de volta saindo do caminho. Isto é vantajoso para a transferência de partes de uma célula para outra; ou para o processo de carga e descarga em estações que estão confinadas.
SCARAs são geralmente mais rápidos e mais compactos do que sistemas comparáveis que utilizam robôs cartesianos. Seu único pedestal requer apenas uma pequena base e é relativamente fácil de montar sem grandes impedimentos. Por outro lado, SCARAs podem ser mais caros do que robôs cartesianos e seus softwares de controle requerem cinemática inversa para calcular movimentos linearmente interpolados. Este software normalmente vem com o robô e geralmente é transparente para o usuário final.
A maioria dos robôs SCARA são baseados em arquiteturas em série, o que significa que o primeiro motor deve sustentar todos os outros motores. Existe também a arquitetura chamada de SCARA de braço duplo, onde dois motores são fixos na base. O primeiro robô deste tipo foi comercializado pela Mitsubishi Electric.

## Animações
Nas seguintes animações, podemos ver como robôs SCARA de arquiteturas diferentes seguem uma mesma trajetória predefinida em um plano horizontal.
